# 덱스터 (악성 소프트웨어)
덱스터 (Dexter)는 마이크로소프트 윈도우가 실행되는 컴퓨터들을 감염시키는 컴퓨터 바이러스로서, 보안 회사 Seculert에 의해 2012년 12월 발견되었다. 이것은 전 세계적인 판매 시점 정보 관리(POS) 시스템들을 감염시켰다.
2013년 12월, 연구진들은 덱스터의 주요 개정판인 StarDust를 발견하였는데, 이것은 미국에서 사용 중인 거의 20,000 개의 지불 카드들을 감염시켰다. 이것은 상점에서 고객의 신용 카드와 직불 카드 결재를 진행하는데 사용되는 기계인 PoS 단말을 겨냥한 거의 첫 번째 봇넷들 중 하나로 알려져 있다.

## 같이 보기
- 사이버 전쟁